# Artículo (gramática)

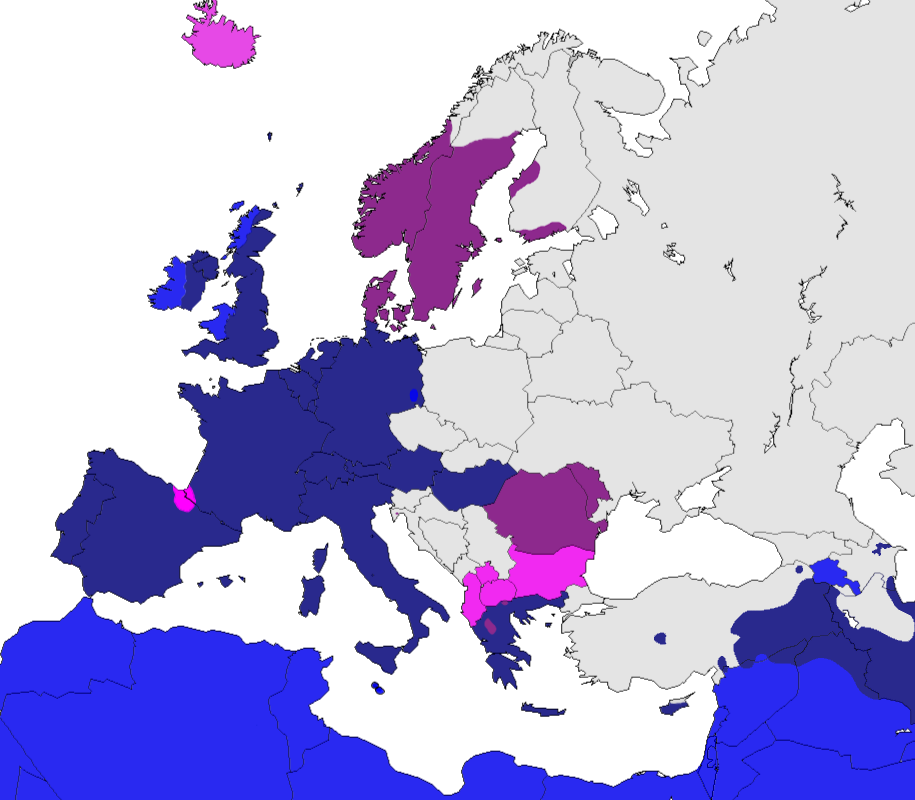
Artículos en las lenguas europeas
artículo definido e indefinido
solo artículos definidos
artículo definido postpuesto e indefinido
solo artículos definidos postpuestos
sin artículos

El artículo, en morfología lingüística, es un tipo de determinante actualizador, una categoría morfológica que emplean algunas lenguas para actualizar o precisar la referencia de un sustantivo, transformándolo de desconocido y abstracto («un libro») a conocido y concreto («el libro»). Es un indicador que sitúa lo que se dice en el contexto común al que lo dice y al que lo oye, o sea, en el mutuo acuerdo de los interlocutores.
En gramática tradicional, se llama artículo tanto a los determinantes definidos como al determinante indefinido relacionado con el significado de '1'. En gramática generativa en general se considera que el artículo es el núcleo sintáctico del sintagma determinante.

## Lenguas con artículos
- Las lenguas indoeuropeas antiguas carecían de artículos, a excepción del griego clásico. Sin embargo, en varias ramas de la familia se han desarrollado a partir de elementos deícticos; así, todas las lenguas románicas tienen artículos, también las lenguas germánicas más importantes, las lenguas celtas modernas y algunas lenguas eslavas.
- Las lenguas semíticas por lo general carecen de artículo, aunque las dos más notorias, el hebreo y el árabe, poseen artículos.

## Los artículos en el idioma español
Los artículos pertenecen a una clase de palabra de significado gramatical que precede al sustantivo, y concuerda con éste en género y número. Los artículos indican si a lo que se refieren el sustantivo es determinado (conocido) o indeterminado (desconocido).
En el idioma español hay 11 artículos diferentes en singular y plural. Se clasifican así:
|                | masculino singular | Femenino singular | Masculino plural | femenino plural |
| -------------- | ------------------ | ----------------- | ---------------- | --------------- |
| determinados   | el                 | la                | los              | las             |
| indeterminados | un/uno             | una               | unos             | unas            |

En ocasiones, el artículo el puede formar una sola palabra con las preposiciones a y de, dando lugar  a las contracciones al y del, tal y como se muestra en la siguiente tabla:
| neutro      | lo          |                |
| contracción | al (a + el) | del (de + el). |

### Artículos definidos o determinados
En el idioma español hay cuatro artículos determinados: masculino singular (el), masculino plural (los), femenino singular (la) y femenino plural (las), aunque algunos autores incluyen un neutro singular (lo).
Ejemplos
el perro (masculino singular).
los perros (masculino plural).
la gallina come maíz (femenino singular).
las gallinas comen maíz (femenino plural).

En español, el uso del artículo ante un nombre propio no es habitual en los registros formales; sin embargo es bastante común en registros informales en muchas zonas. Ejemplos: "Al Daniel le gusta hacer ejercicio." "La Cristina estudia Sociales." También es aceptado su uso para referirse a algunas localidades como países y ciudades. Ejemplos: "la India", "el Perú", "la Argentina", "la Ciudad de México".

#### Concordancia de género
Los sustantivos femeninos en singular que empiezan con una "a" tónica deben llevar el artículo masculino (a menos que entre el artículo y el sustantivo haya un adjetivo):
- El agua limpia, un agua clara, la limpia agua, las aguas limpias, esa agua limpia.
- El agua amplia, la amplia agua (a pesar de que el adjetivo empieza con "a" tónica, no se dice "el amplia agua"), esa agua
- El águila guerrera, la guerrera águila, las águilas guerreras, esa águila.
- El ánade majestuosa, la majestuosa ánade, las ánades majestuosas, esa ánade.
- El área árida, la árida área, las áreas áridas, esa área.
- El área árida, la árida área (a pesar de que el adjetivo empieza con "a" tónica, no se dice "el árida área" por estar incluido un sustantivo posteriormente), esa área.
- El arma disparada, la disparada arma, las armas disparadas, esa arma.
- El hacha rota, la rota hacha, esa hacha.
- El hada buena, la buena hada, esa hada.

### Artículos indefinidos o indeterminados
El idioma español posee además artículos indefinidos:
Un perro (masculino singular).
Unos perros (masculino plural).
Una gallina come maíz (femenino singular).
Unas gallinas comen maíz (femenino plural).
Un ventilador está en oferta (masculino singular).
Ustedes son unos hombres trabajadores (masculino plural).
Eres una mujer muy educada (femenino singular).
Unas niñas se dirigen directo a la escuela (femenino plural).

## Artículos en otras lenguas
No todas las lenguas siguen las reglas del español para los artículos. La mayoría de las lenguas del mundo carecen completamente de artículo, mientras que otras solo poseen el definido. Un ejemplo de esto es el árabe, donde el prefijo al- sirve como artículo definido pero no hay un artículo indefinido independiente; de esta manera, para decir ‘el libro’ se dice الكتاب (al-kitāb) y lo mismo sucede en hebreo, donde existe el artículo definido ה־ (ha-) pero no un artículo indefinido.
También existen lenguas en las que el artículo definido es solo un enclítico, como por ejemplo el rumano, donde el artículo es -l (con algunas variaciones entre palabras, y obviamente por género y número); así, codru (‘bosque’) se transforma en codrul (‘el bosque’), pero el indefinido sigue estando separado, por lo tanto sería un codru (‘un bosque’); además, como esta lengua posee declinaciones, tiene un artículo genitivo (o posesivo), al , que se usa para marcar posesión o relación.
El francés tiene, además del definido e indefinido, un artículo partitivo, du - de la, que se usa con sustantivos incontables, como por ejemplo: Voulez-vous du café?, ‘¿quiere café?’ (literalmente: ‘¿quiere del café?’); il boit de la bière, 'bebe cerveza' (literalmente: 'bebe de la cerveza').
Otro ejemplo de la utilización de los artículos es el del macedonio, donde el artículo definido tiene tres formas (que con los diferentes géneros y sus plurales llegan a ser quince), -ov para objetos cercanos, -on para objetos lejanos, y -ot cuando no se especifica. En seri (un idioma indoamericano, del Norte de México), hay aún más artículos definidos, los cuales se utilizan dependiendo del movimiento y posición del objeto, quij se usa para objetos sentados, cap/cop se usa para objetos parados, y así con otros siete más.